# Oncidium bryolophotum
Oncidium bryolophotum är en orkidéart som beskrevs av Heinrich Gustav Reichenbach. Oncidium bryolophotum ingår i släktet Oncidium och familjen orkidéer. Inga underarter finns listade i Catalogue of Life.